# بالتاسار گراسیان
بالتاسار گراسیان و مورالس، SJ (به اسپانیایی: [baltaˈsaɾ ɣɾaˈθjan]؛ ۸ ژانویه 1601 – ۱۶۵۸ دسامبر ۶)، که بیشتر با نام بالتاسار گراسیان شناخته می‌شود، یهودی اسپانیایی و نویسنده متون باروک و فیلسوف بود. وی در بلمونته، نزدیک کالاتایود (آراگون) به دنیا آمد. شوپنهاور و نیچه نوشته‌های او را تحسین کردند.مجموعه آثار گراسیان در سال ۱۴۰۳ توسط پرویز شبرنگ از انتشارات یمام چاپ شد.